# Велика Рачна
Велика Рачна (словен. Velika Račna) — поселення в общині Гросуплє, Осреднєсловенський регіон, Словенія. Висота над рівнем моря: 327 м.